# J-антена

Схема J-антени

J-антена (англ. J-pole antenna або просто J antenna) — радіотехнічний пристрій для приймання і передавання електромагнітних хвиль, один із різновидів антен.
Її винайшов Ганс Беггеров у 1909 році. З 1936 року цю антену почали використовувати для наземних передавачів, причому випромінювальний елемент і узгоджувальна секція були встановлені вертикально, що надало їй форми літери "J", а з 1943 року вона отримала назву J-антена.

## Опис
Вперше антена такої конструкції була використана у 1909 році на дирижаблі типу цепелін. У зв'язку з чим іменувалася Zeppelin, а назва «J» була надана через її вигляд, адже за своєю формою антена нагадує латинську літеру «J». 
Перевагами антени є її проста конструкція. Також у J-антени є один безперечний плюс для роботи на даху будинку. Нижню частину можливо заземлити і використовувати, як громовідвід. Це не впливає на роботу обладнання, проте захистить домашній приймач від грози. Таким чином прийом сигналів на цю антену можна не переривати на час негоди.

## Конструкція
J-антена відноситься до розряду всеспрямованих антен. Вона являє собою напівхвильовий штир із противагою довжиною λ/4 у вигляді замкнутої двопровідної лінії (U-коліна). На цій лінії знаходиться точка з вхідним опором 50 Ом, до якої підключається фідер. По суті, це родич чвертьхвильового штиря з посиленням близько 2.2 dBi і застосовується в тих же умовах прийому.
J-антена навіть трохи простіша у виготовленні, ніж антена типу "павук". Достатньо взяти шматок дроту (трубки) довжиною трохи більше λ, вигнути його відповідно отримавши таким чином J антену.  Розміри антени розраховуються з урахуванням коефіцієнта укорочення vf, який залежить від відношення довжини хвилі до діаметра дроту (трубки). Антена потребує симетрування входу. Це можна зробити, пропустивши фідер усередині однієї з трубок і вивівши його через точку нульового потенціалу в основі U-коліна. На частотах УКХ можна використовувати фільтр-пробку з коаксіального кабелю.

## Варіації
- Slim Jim антена
- Супер-J антена
- Колінеарна J антена
- E-plane

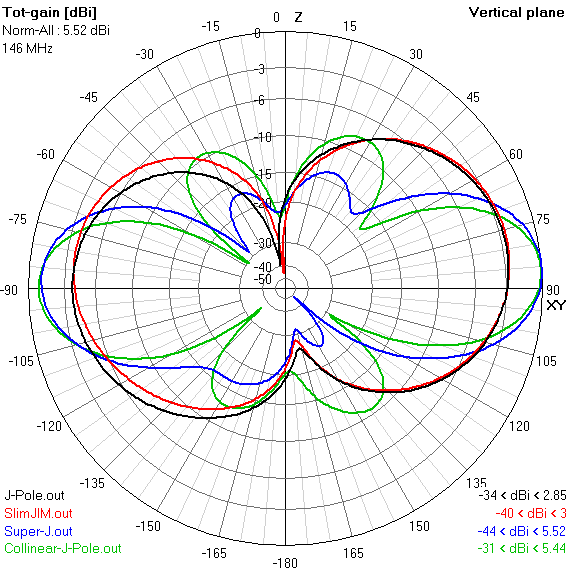
E-plane gain plots of J antenna variations

- Дводіапазонна J антена для  роботи поблизу третьої гармоніки